# Quentin Pacher
Quentin Pacher (Libourne, 6 gennaio 1992) è un ciclista su strada francese che corre per il team Groupama-FDJ; è professionista dal 2018.

## Palmarès
- 2012 (Entente Sud Gascogne)

3ª tappa Ronde de l'Isard d'Ariège (Rieumes > Aspet)
- 2013 (Entente Sud Gascogne)

Classifica generale Tour des Landes
- 2014 (AVC Aix-en-Provence)

Boucles du Haut-Var
Grand Prix de Carcassonne
- 2018 (Vital Concept-B&B Hotels, una vittoria)

2ª tappa Tour de Savoie Mont-Blanc (Bonneville > Cluses)

### Altri successi
- 2012 (Entente Sud Gascogne)

Classifica scalatori Kreiz Breizh Elites
- 2013 (Entente Sud Gascogne)

2ª tappa Tour des Landes (Cassen, cronosquadre)
- 2015 (Armée de Terre)

Classifica giovani Tour du Haut-Var
Classifica giovani Tour du Finistère
Classifica scalatori Rhône-Alpes Isère Tour

## Piazzamenti

### Grandi Giri
- Giro d'Italia

2025: 64º
- Tour de France

2020: 53º
2021: 35º
2023: 63º
2024: 46º
2025: 45º
- Vuelta a España

2022: ritirato (18ª tappa)
2024: 21°

### Classiche monumento
- Milano-Sanremo

2022: 20º
2023: 41º
2024: 19º
2025: 29º
- Liegi-Bastogne-Liegi

2019: 48º
2022: 19º
2023: 55º
2024: 51º
2025: 109º
- Giro di Lombardia

2019: ritirato
2022: 30º
2023: 38º

### Competizioni mondiali
- Campionati del mondo

Imola 2020 - In linea Elite: ritirato
Wollongong 2022 - In linea Elite: 80º